# Paratuerta abrupta
Paratuerta abrupta là một loài bướm đêm trong họ Noctuidae.